# Crise da dívida pública da Zona Euro

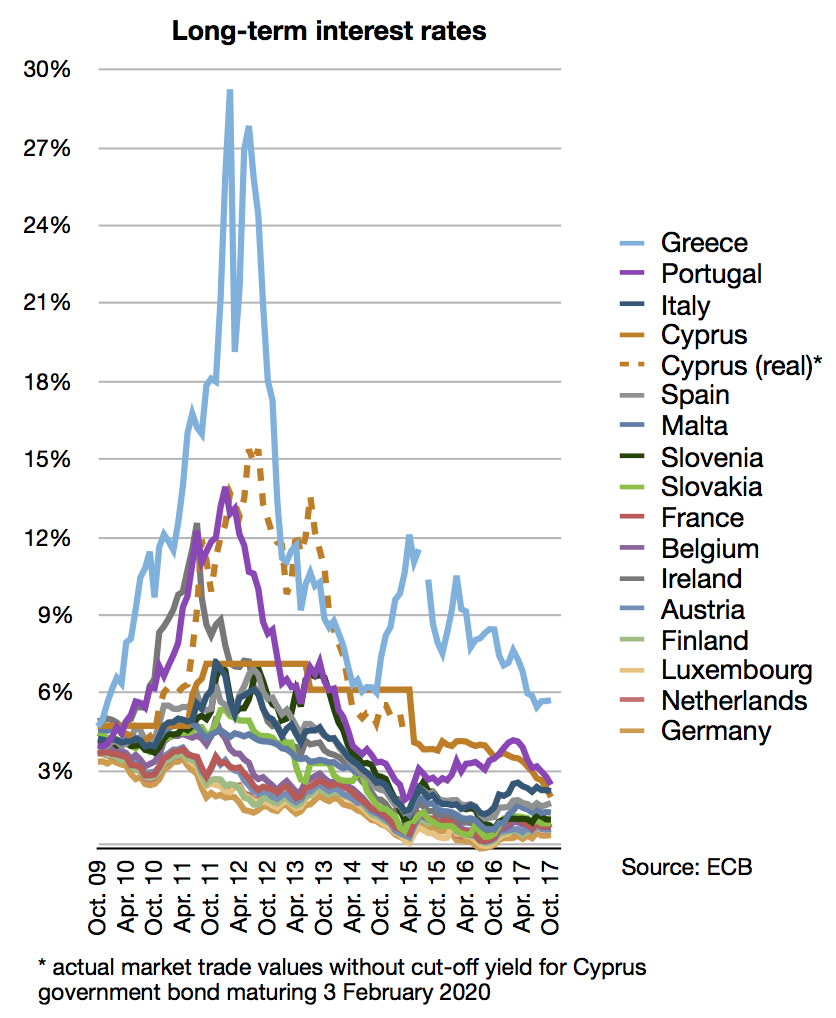
Juros a longo prazo (taxas do mercado secundário de obrigações governamentais com maturidades próximas dos 10 anos) dos países da Zona Euro com exceção da Estónia. Taxas a partir dos 6% indicam sérias dúvidas dos mercados financeiros relativamente à capacidade de pagamento da dívida.

A crise da dívida pública europeia, muitas vezes referida como crise da Zona Euro, foi uma crise financeira que, para alguns países da Zona do Euro, tornou difícil ou mesmo impossível, o pagamento ou o refinanciamento da sua dívida pública sem a ajuda de terceiros.
A partir do final de 2009, o receio de uma crise de dívida pública desenvolveu-se entre os investidores, como resultado do aumento dos níveis de endividamento do governo e entidades privadas em alguns estados europeus. As causas da crise variaram de país para país. Em alguns países, as dívidas privadas decorrentes da bolha especulativa imobiliária, foram transferidas para a dívida pública como resultado de resgates do sistema bancário e respostas governamentais à desaceleração das economias no período pós-bolha. Na Grécia, os insustentáveis compromissos salariais do setor público e de pensões impulsionaram o aumento da dívida. A estrutura da Zona Euro enquanto união monetária (i.e. uma única moeda) sem união fiscal (i.e. impostos e regras de pensões públicas diferentes) contribuiu para a crise e limitou a capacidade dos líderes europeus para encontrar respostas.
Esta situação é reforçada pelas preocupações relativamente à solvência dos sistemas bancários europeus, dado estes possuírem quantidades significativas da dívida soberana públicas.
As dúvidas intensificaram-se a partir do início de 2000 levando os ministros das finanças europeus a aprovar a criação do Fundo Europeu de Estabilização Financeira (FEEF) e o Mecanismo Europeu de Estabilidade (MEE).
Para além das medidas políticas e programas de resgate implementados para combater a crise da dívida pública europeia, o Banco Central Europeu (BCE) também contribuiu com a redução das taxas de juro e proporcionando créditos barato superiores a um bilião de euros, para manter os fluxos monetários entre os bancos europeus. Em 6 de setembro de 2012, o BCE também procurou acalmar os mercados financeiros anunciando apoio ilimitado e sem custos a todos os países da Zona Euro com programas de resgate ou preventivos do FEEF/MEE, através da redução do juro associado a transações monetárias definitivas (Outright Monetary Transactions).
A crise não só gerou efeitos adversos nas economias dos países mais atingidos, como também teve impacto político significativo na governação de 8 dos 17 países da Zona Euro, levando a mudanças de poder na Grécia, Irlanda, Itália, Portugal, Espanha, Eslovénia, Eslováquia e Países Baixos.

## Causas

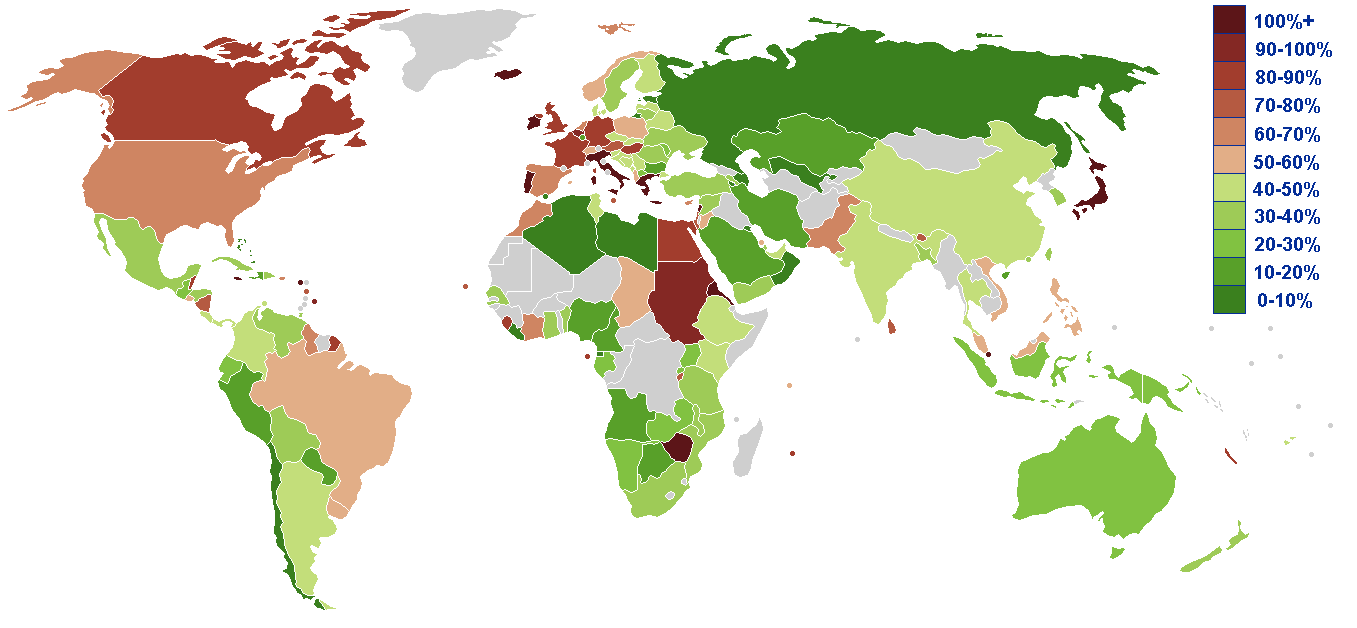
Dívida pública em razão do PIB em 2009/2010.

A crise da dívida soberana europeia resultou de uma complexa combinação de fatores, tais como: a globalização dos mercados financeiros;
facilidades nas condições de crédito no período 2002-2008 que encorajaram práticas com elevados riscos de crédito; a crise financeira global de 2007-2012; desequilíbrios no comércio internacional;
o fim da bolha imobiliária; a recessão global de 2008-2012; políticas orçamentais resultando em défices crónicos; as soluções usadas pelos países para resgatar a banca e investidores provados em dificuldades, transferindo para a dívida pública o passivo dessas entidades.

## Evolução da crise

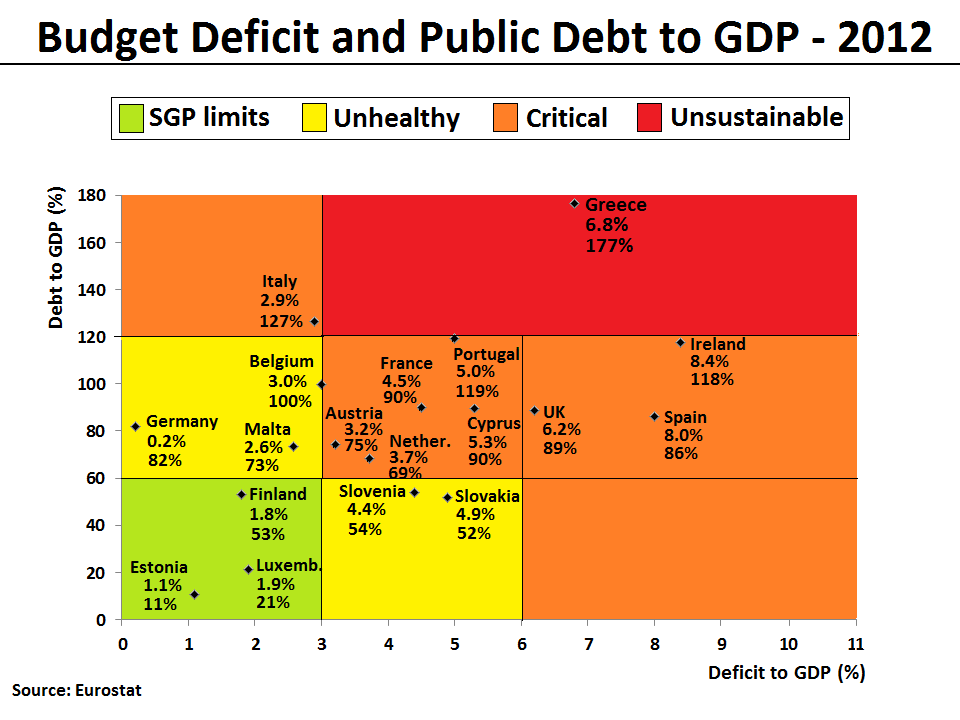
Défice orçamental e dívida pública em função do PIB em 2009 dos países da zona euro e Reino Unido. Na Zona Euro, o número de países em cada situação era: Conforme com o PEC (3), Preocupante (5), Crítica (8), e Insustentável (1).

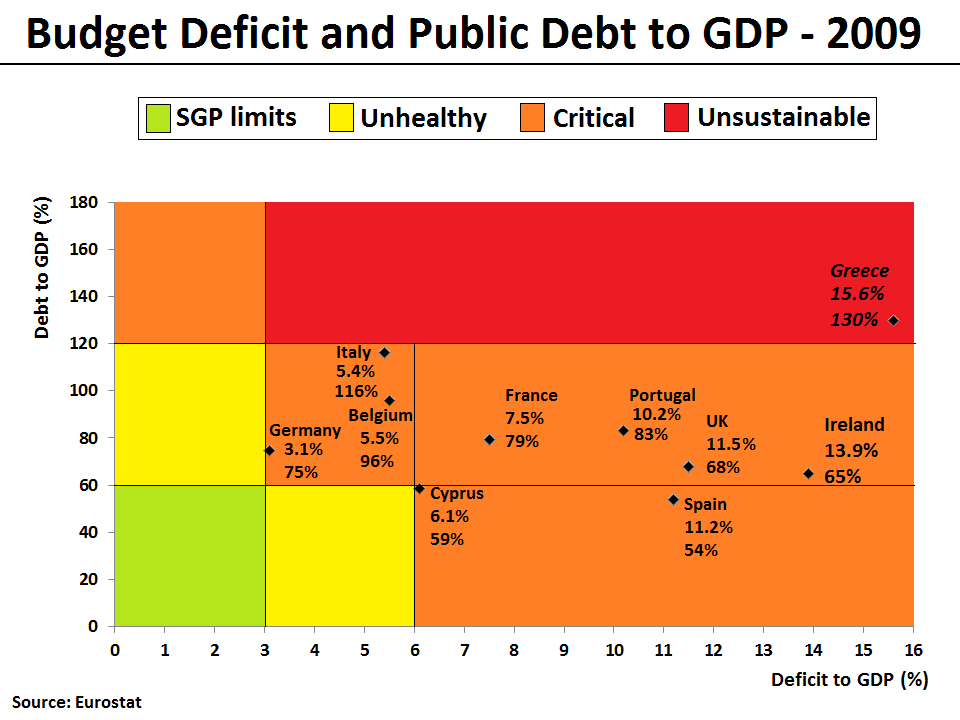
Défice orçamental e dívida pública em função do PIB em 2009 para alguns países europeus. Na Zona Euro, o número de países em cada situação era: Conforme com PEC (3), Preocupante (1), Crítica (12), e Insustentável (1).

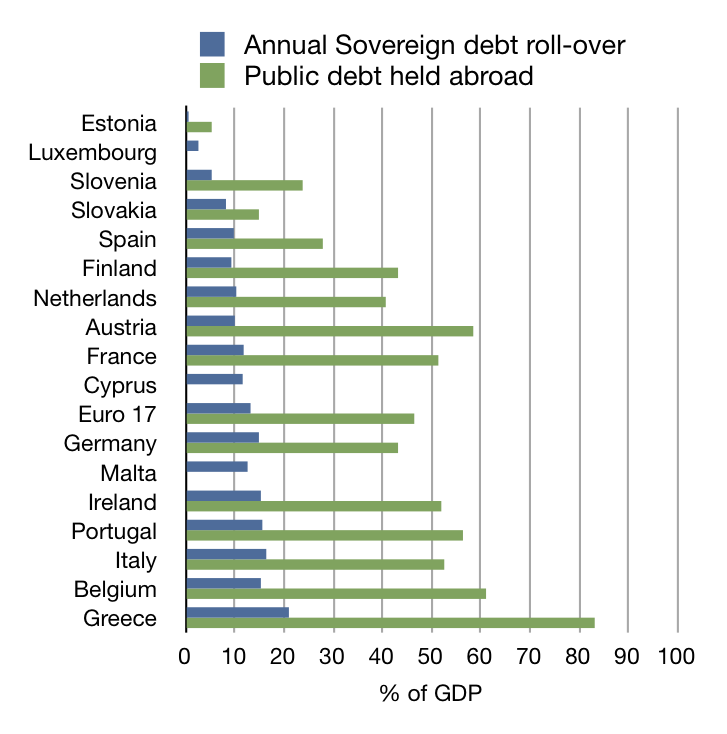
Perfil das dívidas soberanas dos países da zona euro

A origem da crise da dívida pública tem raízes na Crise financeira de 2007–2008, quando a falência do Lehman Brothers em 2008 mergulhou o sistema financeiro global numa crise e abriu caminho para a maior crise económica desde a Grande Depressão.
Os governos de alguns estados lançaram, naquela altura, uma operação para salvar os bancos, envolvendo somas enormes de fundos públicos superiores a 20% do PIB mundial. Isto conseguiu travar o agravamento da situação e o consequente colapso dos mercados financeiros, mas não impediu o alastramento da crise à restante economia.
Esta intervenção deu lugar a uma nova fase da crise: a da dívida pública, que afeta em particular os grandes estados, como os Estados Unidos (com um terço do total mundial), a Europa e o Japão, acabando por ter uma especial incidência na União Europeia, e em particular nos estados-membros periféricos.
A crise começou com a difusão de rumores sobre o nível da dívida pública da Grécia e o risco de suspensão de pagamentos pelo governo grego. As dificuldades com a dívida grega teriam iniciado no final de 2009, mas só se tornaram públicas em 2010. Resultou tanto da Grande Recessão como de fatores internos ao próprio país - forte endividamento (cerca de 120% do PIB) e défice orçamentário superior a 13% do PIB.
A situação foi agravada pela falta de transparência por parte do país na divulgação dos números da sua dívida e do seu déficit. Segundo o economista Jean Pisani-Ferry, nos últimos dez anos, a diferença média entre o déficit orçamental real e o valor notificado à Comissão Europeia foi de 2.2%  do PIB.
A partir de março de 2010, a Zona Euro e o Fundo Monetário Internacional (FMI) debateram conjuntamente um pacote de medidas destinadas a resgatar a economia grega, que foi bloqueado durante semanas devido em particular a divergências entre a Alemanha, economia líder da zona, e os outros países membros. Durante essas negociações e perante a incapacidade da Zona Euro de chegar a um acordo, a desconfiança aumentou nos mercados financeiros, enquanto o euro teve uma queda regular e as praças bolsistas apresentaram fortes quedas.
Finalmente, em 2 de maio de 2010, a União Europeia (UE) e o FMI acordaram um plano de resgate de 750 mil milhões de euros para evitar que a crise se alastrasse por toda a Zona Euro. A essa medida adicionou-se a criação, anunciada a 10 de maio, de um fundo de estabilização coletivo para a Zona Euro. Ao mesmo tempo, todos os maiores países europeus tiveram que adotar os seus próprios planos de ajuste das finanças publicas, inaugurando uma era de austeridade.
Diante das sérias dificuldades económicas da Grécia, a União Europeia adotou um plano de ajuda, incluindo empréstimos e supervisão do Banco Central Europeu. O Conselho Europeu também declarou que a UE realizaria uma operação de resgate (bailout) do país, se fosse necessário.
Segundo alguns analistas, em última instância, essa crise poderia significar rebaixamento das dívidas de todos os países da Europa. Os ataques especulativos à Grécia foram considerados por alguns, inclusive pelo governo grego, como ataques à Zona Euro - através do seu elo mais fraco, a Grécia.
No início de 2010 surge uma renovada ansiedade sobre as dívidas públicas excessivas, levando os investidores a exigir taxas de juro cada vez mais altas a vários países com elevados níveis de dívida, de défice público e de défice da balança corrente. Por sua vez, isso dificultou aos governos a continuação do financiamento desses défices e o serviço da dívida, sobretudo nos casos onde a economia crescia pouco e investidores estrangeiros detinham uma grande parcela dessa dívida, como acontecia com a Grécia e Portugal.
Uma crise de confiança emergiu com o afastamento dos spreads das obrigações da dívida pública e dos swaps de risco de incumprimento (CDS, em inglês) destes países relativamente com os outros estados-membros da União Europeia, sobretudo da Alemanha.

A ameaça de extensão da crise a outros países, nomeadamente Portugal e Espanha, levou-os a tomar medidas de austeridade, tais como o aumento de impostos e a redução da despesa. Isso contribuiu para o aumento significativo da agitação social nesses países.
Também gerou um forte debate entre economistas, sendo alguns deles apologistas de maiores défices para as economias em dificuldades.
No final de 2011, estima-se que a Alemanha tenha obtido mais de 9 biliões de euros com a crise, com a fuga dos investidores para os títulos de dívida do governo federal alemão (bunds), mais seguros apesar da sua taxa de juro próxima de zero. Em julho de 2012, também os Países Baixos, Áustria e Finlândia beneficiaram de taxas de juro zero ou negativas. Considerando as obrigações públicas de curto prazo com maturidade inferior a um ano, a lista de beneficiados também inclui a Bélgica e a França.
A Suíça e Dinamarca  também beneficiaram de taxas de juro mais baixas, mas a crise também prejudicou as suas exportações devido à substancial entrada de capital estrangeiro e a consequente valorização do franco suíço. Em setembro de 2011 o Banco Nacional Suíço surpreendeu os mercados cambiais com o anúncio de que "não iria mais tolerar uma taxa de câmbio euro-franco inferior a 1.20 francos", correspondendo a um efetivo enfraquecimento do franco suíço. Esta foi a sua maior intervenção desde 1978.
Apesar da dívida soberana ter aumentado substancialmente em poucos países da Zona Euro, e de os três países mais afetados, Grécia, Irlanda e Portugal, representarem apenas 6% do PIB da Zona Euro, foi entendido como sendo um problema da zona euro como um todo, e levou à especulação acerca do contágio a outros países europeus e do possível desmantelamento da Zona Euro.
A crise provocou uma renovada discussão sobre a coordenação econômica e integração fiscal da Zona Euro, sendo apontadas como problemas mais importantes a não existência de um tesouro e de um orçamento consolidado.
Até ao final de 2012 a crise da dívida tinha obrigado a cinco dos 17 países da zona euro a pedir ajuda aos outros países.
Em meados de 2012, em resultado de uma consolidação fiscal bem sucedida, da implementação de reformas estruturais nos países mais em risco, e de várias medidas políticas tomadas pelos líderes da UE e do BCE, a estabilidade financeira da zona euro melhorou significativamente e as taxas de juro passaram a uma tendência de descida. Isso também reduziu bastante o risco de contágio a outros países da zona euro. Em outubro de 2012, apenas três países se debatiam com taxas de juro de longo prazo superiores a 6%: Grécia, Portugal e Chipre.

## Socorro financeiro
| País     | Empréstimo        | Data                   | Juros/ano | Quitação            | População              | Dívida per capita (s/ juros) |
| -------- | ----------------- | ---------------------- | --------- | ------------------- | ---------------------- | ---------------------------- |
| Grécia   | € 110 mil milhões | 2 de maio de 2010      | 5%        | 2 de maio de 2021   | 10 815 197 hab. (2011) | € 10 170,87                  |
| Irlanda  | € 100 mil milhões | 28 de novembro de 2010 | 6,7%      | 12 de abril de 2020 | 4 581 269 hab. (2011)  | € 21 828,01                  |
| Portugal | € 78 mil milhões  | 16 de maio de 2011     | 3,25%     | 12 de abril de 2020 | 10 582 224 hab. (2015) | € 7 384,84                   |
| Espanha  | € 130 mil milhões | 12 de junho de 2012    | 3%        | 12 de junho de 2027 | 47 265 321 hab. (2012) | € 2 750,43                   |
| Chipre   | € 10 mil milhões  | 15 de abril de 2013    | 2,5%      | 15 de abril de 2018 | 862 000 hab. (2012)    | € 11 600,92                  |

### Empréstimo à Grécia
Em 2 de maio de 2010, os países da Zona Euro, o FMI e a Grécia chegaram a um acordo, envolvendo empréstimos no valor de 110 mil milhões de euros ao país e condicionado à execução de um programa de ajuste estrutural da economia grega. Em 8 de maio, o presidente francês Nicolas Sarkozy e a chanceler alemã Angela Merkel anunciaram que os 16 países da Zona Euro iriam elaborar um plano de defesa da moeda europeia, até a abertura dos mercados, no dia 10, para evitar novos ataques especulativos à moeda europeia. A base jurídica para tal plano repousa no artigo 122-2 do tratado europeu, que estipula que "quando um estado-membro experimentar dificuldades, ou uma séria ameaça de graves dificuldades, em razão de catástrofes naturais  ou de acontecimentos excepcionais que escapem ao seu controle, o Conselho, a partir de proposta da Comissão, pode conceder, sob certas condições, assistência financeira da União ao estado-membro em questão."
A chanceler Merkel ressaltou a determinação dos líderes europeus em blindar o euro contra a especulação. Merkel disse também que os líderes europeus estão indo além do plano de resgate para a Grécia, pois avaliam que "a estabilidade da Zona do Euro como um todo ainda não está assegurada apenas com o programa grego". Segundo ela, todos os membros da Zona do Euro devem "de forma segura e rápida" reduzir seus déficits orçamentais. Merkel ressaltou a necessidade de uma regulação mais forte para o mercado financeiro.  Já o presidente Sarkozy declarou que "o euro é um elemento essencial da Europa. Nós não podemos deixá-lo na mão de especuladores".
A economia grega tem um PIB per capita de US$ 18 505 atualmente, que cresceu 0,06% em 2012.

### Empréstimo à Irlanda
Em 28 de novembro de 2010, houve um empréstimo de 100 mil milhões de euros à Irlanda, a começar a ser pago até 2020. O governo irlandês informou que até 2014 mais de 20% da arrecadação de impostos serão destinados ao pagamento de juros de toda a dívida pública do país.

### Empréstimo a Portugal
Em 16 de maio de 2011, os ministros das finanças da Zona Euro aprovaram oficialmente um empréstimo de 78 mil milhões de euros a Portugal. O empréstimo foi dividido igualmente pelo Mecanismo Europeu de Estabilidade, pelo Fundo Europeu de Estabilização Financeira e pelo Fundo Monetário Internacional. De acordo com o ex-ministro das finanças português, Teixeira dos Santos, a taxa de juro média do empréstimo deveria rondar os 5,1%. Portugal tornou-se assim no terceiro país da Zona Euro, após a Irlanda e a Grécia, a receber apoio financeiro internacional para suplantar dificuldades financeiras. No entanto o valor aceite pelo governo português foi de 26 mil milhões de euros com juro médio de 3,5% a ser pago até junho de 2021.
Estima-se que o desemprego no país seja menor que 10% em 2016, embora essa melhoria seja em grande parte devido à emigração da população desempregada (485 mil entre 2011 e 2014) e à retirada dos desempregados de longa duração das listas de desemprego, enquanto a criação de emprego contribuiu apenas ligeiramente e sendo na maior parte dos casos relativa à criação de estágios por parte do estado, ou ao subsídio de certos salários de recém-contratados que dessa forma têm os seus patrões a pagar menos do que o salário mínimo. Cálculos feitos tendo em conta estas situações apontam para um desemprego real de 29%.
Em 2015 houve um aumento de 30 euros salário mínimo em Portugal. No primeiro semestre de 2015, o país cresceu no mesmo ritmo da União Europeia, 1,5%, m melhor resultado do que a estimativa do Eurostat. O desemprego recuou a 11,3% em setembro de 2015.
Portugal conseguiu em 2016 baixar o seu défice para 2%, algo que surpreendeu a União Europeia. Em Junho de 2016 e ao fim de 8 anos, o Ecofin e a Comissão Europeia retiram Portugal da lista negra de países por déficit excessivo, lista onde constam todos os países da União Europeia com um défice a cima de 3% e onde se mantêm países como Espanha, Itália, Grécia, Reino Unido e França.
Em 1 de Janeiro de 2017, o salário mínimo aumentou mais 27 euros em Portugal, fixando-se nos € 557,00.
Em abril de 2017 a taxa de desemprego em Portugal recua para 10%. A União Europeia e a Eurostat confirmaram em Junho de 2017 que a economia portuguesa continua a crescer a cima da média da Zona Euro com uma taxa de crescimento de 1,9%.
Em maio de 2017 a taxa de desemprego em Portugal continuou a baixar, fixando-se nesse mês em 9,4%, estando agora dentro da média da União Europeia.
Ao contrário dos restantes países que receberam ajuda externa financeira, Portugal tem vindo desde finais de 2015 a efetuar reembolsos antecipados da divida ao FMI, tendo já pago mais de 50% do valor do empréstimo concedido em 2011. A 30 de Junho de 2017, o Governo de Portugal reembolsou mais mil milhões de euros ao FMI de forma antecipada e que só deviam ser pagos em 2019, e anunciou que até Agosto de 2017 reembolsaria mais 2 600 milhões de euros antecipados e que só deveriam ser pagos em 2020. Desta forma, o Governo de Portugal prevê pagar a totalidade da divida ao FMI muito tempo antes do prazo estipulado em 2011.
A 18 de Julho de 2017, o Comissário Europeu dos Assuntos Econômicos afirmou novamente que toda a União Europeia está "muito impressionada com o progresso de Portugal", antecipando ainda que a economia de Portugal cresça este ano acima de 2,5%, tornando-se novamente na economia da UE que mais cresce. O Comissário Europeu afirmou ainda, que segundo as previsões da Comissão Europeia, o déficit de Portugal deverá novamente cair este ano para 1,8%.
Em Setembro de 2017 a taxa de desemprego em Portugal volta a cair e atinge novo mínimo, fixando-se agora em 8,6%.
Em Outubro de 2017, Portugal reembolsou antecipadamente mais 1 000 milhões de euros ao FMI, tendo até à data pago 66% do empréstimo. O Governo português assegurou ainda que até dezembro de 2017 reembolsará mais 2 000 milhões de euros antecipados ao FMI.
A partir de 1 de Janeiro de 2018 o salário mínimo aumenta mais 23 euros fixando-se nos 580,00€. Em janeiro de 2019 aumentará mais 20 euros, chegando aos 600,00€.

### Empréstimo à Espanha
Em junho de 2012 houve um empréstimo de 130 mil milhões de euros a Espanha, que tem o segundo maior índice de desemprego da Europa, apenas atrás da Grécia. A economia espanhola tem um PIB per capita de US$ 25 557 atualmente, que cresceu 0,08% em 2012.

### Empréstimo ao Chipre
A crise europeia somente afetou diretamente o país em 2012, quando o número de desemprego já ultrapassava os 12%. Em 15 de abril de 2013, o país recebeu um empréstimo russo de 10 mil milhões de euros.

## Taxa de desemprego na Europa
| País           | Julho 2011 | Abril 2013 | Maio 2014 | Diferença 2011-2013 |
| -------------- | ---------- | ---------- | --------- | ------------------- |
| União Europeia | 10,5%      | 12,5%      | 10,3%     | +2%                 |
| Eslovénia      | 8,4%       | 22%        | 9,8%      | +13,6%              |
| Espanha        | 21,2%      | 26,6%      | 25,1%     | +5,4%               |
| Grécia         | 20,9%      | 27,2%      | 26,8%     | +6,3%               |
| Portugal       | 18,2%      | 16,3%      | 14,3%     | -1,9%               |
| França         | 9,9%       | 15,7%      | 10,1%     | +5,8%               |
| Itália         | 10,3%      | 15,9%      | 12,6%     | +5,6%               |
| Polónia        | 9,4%       | 10,6%      | 9,6%      | +1,2%               |
| Eslováquia     | 15%        | 14,5%      | 13,9%     | -0,5%               |
| Roménia        | 11%        | 6,7%       | 7,3%      | -4,3%               |
| Irlanda        | 14,5%      | 17,6%      | 12%       | +3,1%               |
| Letónia        | 18,5%      | 14,1%      | 10,8%     | -4,4%               |
| Hungria        | 9,7%       | 10,9%      | 8,1%      | +1,2%               |
| Chéquia        | 6,4%       | 7,4%       | 6,1%      | +1%                 |
| Alemanha       | 9,5%       | 5,4%       | 5%        | -4,1%               |
| Suíça          | 3,3%       | 8,1%       | ?         | +4,8%               |
| Luxemburgo     | 4,6%       | 5,1%       | 6,1%      | +0,5                |
| Holanda        | 4,3%       | 5,6%       | 7%        | +1,3%               |
| Bélgica        | 7,5%       | 7,4%       | 8,5%      | -0,1%               |
| Áustria        | 7,8%       | 4,5%       | 5%        | -3,3%               |
| Dinamarca      | 6,1%       | 7,9%       | 6,4%      | +1,8%               |
| Finlândia      | 8%         | 7,9%       | 8,6%      | -0,1%               |
| Lituânia       | 18,3%      | 12,5%      | 11,4%     | -5,3%               |
| Chipre         | 7,5%       | 14%        | 15,9%     | +6,5%               |
| Estónia        | 16,9%      | 9,5%       | 7,5%      | -7,4%               |
| Malta          | 13,3%      | 9,5%       | 5,9%      | -3,8%               |
| Bulgária       | 11,5%      | 12,4%      | 11,5%     | +0,9%               |

## Protestos nas ruas
Ao longo do ano de 2010, foram feitos muitos protestos populares contra as medidas de austeridade adotadas na Zona Euro — na Grécia e, em menor escala, na Irlanda, na Itália e na Espanha. Nesse período, segundo a análise do filósofo político Slavoj Žižek, construíram-se duas perspectivas acerca da crise. A visão dominante propõe uma naturalização despolitizada da crise: medidas regulatórias são apresentadas não como decisões baseadas em escolhas políticas, mas como imperativos de uma lógica financeira neutra, isto é, se queremos estabilizar nossas economias, simplesmente temos que engolir a pílula amarga. Já segundo a visão dos trabalhadores, pensionistas e estudantes - aqueles que protestam nas ruas - as medidas de austeridade constituem uma nova tentativa do capital financeiro internacional de desmantelar o que resta do estado social. De acordo com a primeira perspectiva, o Fundo Monetário Internacional aparece como um agente neutro da disciplina e da ordem; na segunda perspectiva, aparece como agente opressivo do capital global.

## Consequências
Como consequência da crise, a Grécia tornou-se no primeiro país desenvolvido a ser rebaixado para país emergente.